# Окунеобразные
Окунеобра́зные (лат. Perciformes) — отряд пресноводных и морских лучепёрых рыб (Actinopterygii), распространённых во всех морских и большинстве пресных водоёмов планеты во всех климатических зонах. Ископаемые остатки известны из верхнемеловых отложений.

## Описание
Окунеобразные наиболее разнообразный из всех отрядов рыб. Представители отряда разнообразны по форме, размерам тела и окраске. Большинство окунеобразных — небольшие рыбы, длина тела у более трети всех их видов не превышает 10 см, лишь менее 3 % представителей отряда достигают 1 м и более. Индоокеанский малоглазый групер может достигать 3 м в длину и массы порядка 400 кг.
Характерные особенности: часть лучей плавников имеет вид нерасчленённых острых шипов, брюшные плавники обычно расположены под грудными, а иногда и впереди них; обычно один или два спинных плавника с колючками; плавательный пузырь у некоторых видов отсутствует, не сообщается с кишечником. Брюшной пояс конечностей окунеобразных соединён связкой с грудным поясом. Чешуя обычно ктеноидная, иногда циклоидная либо отсутствует. Глубоководные рыбы часто имеют светящиеся органы. Большинство видов икромечущие.

## Обзор отряда
В отряд входит семейство окуневые (Percidae}, включающее 236 видов, многие из которых имеют важное промысловое значение. В частности, судаки, несколько видов которых живёт в бассейнах Чёрного и Каспийского морей. Большинство видов населяет прибрежную зону тропических морей; часто встречаются среди коралловых рифов. Некоторые виды постоянно обитают в реках, либо являются полупроходными рыбами, выходящими из рек в моря.
Окуни (Perca) широко распространены в реках и озёрах России. Образ жизни у них оседлый. Достигают массы 1 кг, редко более, и длины 50 см. Также являются объектами промысла. Однако морские окуни (Sebastes) относятся к семейству скорпеновые (Scorpaenidae) из другого отряда — скорпенообразных (Scorpaeniformes).

## Классификация
Систематика отряда окунеобразных учёными в настоящее время активно пересматривается, многие подотряды (например, бычковидные, губановидные, скумбриевидные, собачковидные, ползуновидные и другие) выделяются некоторыми ихтиологами в самостоятельные отряды в составе группы перкоморфных рыб. Согласно современной классификации отряда в него включают 2 подотряда (Percoidei и Notothenioidei) с 62 семействами, 365 родами и 2 248 видами. При рассмотрении отряда в его традиционном составе в нём на июль 2018 года насчитывают 11 255 видов рыб из 1759 родов (самый большой отряд современных рыб).
Ниже систематика и русские названия таксонов даны по книге Джорджа С. Нельсона «Рыбы мировой фауны» (4-е изд., 2009), с учётом некоторых изменений, внесённых 5-м изданием «Fishes of the World» (2016):

### Окуневидные
Подотряд Percoidei — Окуневидные
Надсемейство Percoidea
- Acropomatidae — акропоматовые
- Arripidae — арриповые, или австралийские лососи
- Banjosidae — баниевые
- Bathyclupeidae — Лжесельдевые, или глубоководные сельди
- Bramidae — брамовые, или морские лещи
- Caesionidae — цезионовые
- Caristiidae — Каристовые, или каристиевые
- Centracanthidae — смаридовые
- Centrogenyidae — центрогенисовые
- Centrarchidae — центрарховые, или ушастые окуни
- Centropomidae — робаловые
- Chaetodontidae — щетинозубовые, или рыбы-бабочки, или щетинозубые
- Dichistiidae — дихистиевые
- Dinolestidae — динолестовые
- Dinopercidae — диноперковые
- Drepaneidae — дрепанеевые
- Emmelichthyidae — красноглазковые, или эммелихтиевые
- Enoplosidae — эноплосовые, или австралийские колючепёры
- Epigonidae — большеглазовые, или эпигоновые
- Gerreidae — мохарровые
- Glaucosomatidae — глаукосомовые, или жемчужные окуни
- Haemulidae — ронковые, или помадазиевые, или ворчуновые
- Inermiidae — инермиевые, или ратовые
- Kuhliidae — кулиевые
- Kyphosidae — кифозовые, или чоповые
- Lactariidae — белянковые, или лактариевые
- Latidae — латовые
- Leiognathidae — сребробрюшковые
- Leptobramidae — летобрамовые
- Lutjanidae — луциановые
- Malacanthidae — малакантовые
- Monodactylidae — монодактилевые, или рыбы-ласточки
- Mullidae — барабулевые, или султанковые
- Oplegnathidae — оплегнатовые
- Ostracoberycidae — остракобериксовые
- Parascorpididae
- Pempheridae — пемферовые
- Pentacerotidae — вепревые, или рыбы-кабаны
- Percichthyidae — лавраковые, или перцихтовые
- Percidae — окуневые
- Pecrilidae — перцилиевые
- Polynemidae — пальцепёровые
- Polyprionidae — полиприоновые
- Pomacanthidae — помакантовые, или рыбы-ангелы
- Pomatomidae — луфаревые
- Priacanthidae — Каталуфовые, или бычеглазовые
- Scombropidae — ложноскумбриевые, или скомбропсовые, или мицуевые
- Serranidae — серрановые, или каменные окуни
- Symphysanodontidae — симфизанадонтовые
- Terapontidae — терапонтовые
- Toxotidae — брызгуновые

Надсемейство Cepoloidea
- Cepolidae — Цеполовые, или лентотелые

Надсемейство Cirrhitoidea
- Aplodactylidae — Мраморниковые
- Cheilodactylidae — морвонговые
- Chironemidae — хиронемовые, или водорослевиковые
- Cirrhitidae — кудрепёровые
- Latridae — трубачёвые

Надсемейство Siganoidea
- Scatophagidae — аргусовые, или скатофаговые
- Siganidae — сигановые

### Нототениевидные
Подотряд Notothenioidei — нототениевидные
- Artedidraconidae — бородатковые, или антарктические бородатки
- Bathydraconidae — батидраковые, или антарктические плосконосы
- Bovichtidae — бовихтовые, или щекороговые
- Channichthyidae — белокровковые, или ханнихтиевые
- Eleginopidae — патагониевые
- Harpagiferidae — харпагиферовые, или антарктические рогатки
- Nototheniidae — нототениевые
- Pseudaphritidae — конголлиевые